# Kuninga 25
Kuninga 25 est un bâtiment de la ville de Pärnu, en Estonie.

## Description
Le bâtiment a été achevé en 1926.
Depuis 1931 il abrite un hôtel un café.
L'hôtel porte le nom de Victoria depuis 1991, il dispose de 23 chambres, dont 19 doubles et 4 simples.
Le parc Koidula est situé en face de l'hôtel.

## Histoire
L'édifice a été conçu par Erich von Wolffeldt et Aleksander Nürnberg pour le marchand local Aleksander Adamson.
La ville de Pärnu a accordé au bâtiment un permis de construire en 1922, et il a été achevé en 1926.
Une fois construit, le bâtiment est devenu un grand magasin où Adamson vendait des produits coloniaux, de l'épicerie fine et du tabac. Le grand magasin fait faillite et lors d'une vente aux enchères tenue en 1928, le bâtiment est vendu à la Pärnu Bank.
Par la suite, des petits magasins ont fonctionné dans le bâtiment pendant un certain temps, mais au début des années 1930, le bâtiment a été transformé en l'auberge Grand Hotel par l'architecte Olev Siinmaa. 
Le Café Grand a ouvert au premier étage du bâtiment.
En 1935, la banque revend le bâtiment à Herz Binmann. Comme le nouveau propriétaire exigeait un loyer plus élevé des propriétaires du café, le Café Grand a cessé ses activités en 1936. 
Le café rouvrira en 1938.
Le bâtiment a été nationalisé après le coup d'État du 21 juin 1940. 
Après la seconde guerre mondiale, l'hôtel a continué a fonctinner dans le bâtiment, le café s'appelait Võit.
En 1991, la coentreprise estono-suédoise Perwin a rénové le bâtiment. 
Comme presque tout l'argent nécessaire provenait des Suédois, l'hôtel a été nommé Victoria en l'honneur de la princesse héritière suédoise. Les Suédois se sont retirés de Victoria en 1998.
En 1997, la ville de Pärnu a vendu le bâtiment à la société A-Ettevömningte AS. La société acheteuse était associée à Meelis Lao, bien qu'officiellement toutes les actions d'A-Ettetömningte appartenaient au seul membre du conseil d'administration, Arvi Kink. 
Kink aurait conclu un accord avec Lao selon lequel s'il remportait la vente aux enchères de l'hôtel, il vendrait les actions à Lao. 
En 1998, Kink a vendu le bâtiment à l'homme d'affaires Tiit Masso, qui a été assassiné à peine un mois après avoir acquis l'hôtel. 
Puis l'hôtel a été revendu jusqu'à ce qu'en 2001, OÜ Aurigena en devienne propriétaire.
En 2001, le café de l'hôtel a été rénové et il s'appelle à nouveau Café Grand.